# Arnuanda III
Arnuanda III (em hitita: Arnuwanda III) ou Nabonabu (em acádio: Nabonnabu) foi o penúltimo rei do Império Hitita (Novo reino) (1209 - 1207 a.C.) e filho de Tudália IV.